# Vojna diktatura
Vojna diktatura je oblik vladavine u kojem pripadnik vojske ima apsolutnu kontrolu. 
Oblik ove vladavine razlikuje se od civilne diktature po motivaciji za oduzimanje vlasti, institucijama kroz koje se organizira vladavina i po načinu na koji se odlazi s vlasti. Često je razlog za vojni puč spasavanje države od korumpiranih ili kratkovidih političara ili od građanskog nereda. Vojna diktatura opravdava svoju poziciju kao "neutralni" arbitar na osnovu članstva u oružanim snagama.

## Vojna hunta
U hunti, vlast dijeli nekoliko vojnih lidera. Vojna hunta jedan je od temeljnih oblika autoritarne vlasti. Na vlast dolazi nedemokratski, obično nasilnim pučevima.
Latinska Amerika je bila sinonim za takav oblik vlasti tijekom 20. stoljeća. Riječ junta dolazi iz španjolskog jezika (junta militar), i znači odbor, obično upravni odbor.

## Vojno-civilna diktatura
Koncept vojno-civilne diktature skovan je, da opiše prirodu Urugvajske diktature (1973.-'85.) (špa.: Dictadura cívico-militar).
Povjesničari Gabriel Salazar i Julio Pinto naglasili su hibridnu prirodu Čileanske vojne diktature (1973.-'90). Kasnije, ne-vojne vlasti tvrde da postoji nastavak civilne i vojne suradnje koja isključuje stanovništvo iz sudjelovanja u državnim poslovima i nazivaju ovo de facto vojno-civilnom diktaturom.